# Elżbieta Jeżewska
Elżbieta Jeżewska (ur. 3 października 1943) – polska aktorka i reżyser dubbingu. W 1965 roku, ukończyła studia na PWST w Krakowie.

## Filmografia
- 1978: Ślad na ziemi
- 1976: Dźwig
- 1975: Dyrektorzy
- 1966: Lenin w Polsce

## Jako reżyser dubbingu
- 2014: Paddington
- 2014: Syn Boży
- 2012: Wyśpiewać marzenia
- 2010: Superszpiedzy (odc. 11-12)
- 2009: Dzieci Ireny Sendlerowej
- 2007: Co gryzie Jimmy’ego? (serial)
- 2007: Dobranocny ogród
- 2006: Co gryzie Jimmy’ego? (film)
- 2006: Karol. Papież, który pozostał człowiekiem
- 2005: Nurkuj, Olly (odc. 1-9)
- 2005: Tom i Jerry: Szybcy i kudłaci
- 2004: Legenda telewizji
- 2004: Lemony Snicket: Seria niefortunnych zdarzeń
- 2003–2005: Kaczor Dodgers
- 2003–2005: Radiostacja Roscoe
- 2003: Księga dżungli 2
- 2003: Looney Tunes znowu w akcji
- 2002–2005: Co nowego u Scooby’ego? (odc. 31-32, 34, 36, 39-42)
- 2002–2005: Looney Tunes: Maluchy w pieluchach
- 2002−2003: Ozzy i Drix
- 2002: Cyberłowcy
- 2002: The Ring
- 2002: Stuart Malutki 2
- 2001: W pustyni i w puszczy
- 2000: Wampirek
- 2000: Ratunku, jestem rybką!
- 1999: Prowincjonalne życie
- 1999: Siostro, moja siostro
- 1999: Nieustraszeni ratownicy
- 1999–2001: Batman przyszłości
- 1999: Eugenio
- 1998: Przygody Kuby Guzika (odc. 1-12, 17-18, 21-23)
- 1998: Srebrny Surfer
- 1998: Kirikou i czarownica
- 1997: Księżniczka Sissi (odc. 1-7, 13-15)
- 1997: Batman i Robin
- 1996: Dzwonnik z Notre Dame
- 1995: Jeszcze bardziej zgryźliwi tetrycy
- 1992–1999: Niegrzeczni faceci
- 1992: Kometa nad Doliną Muminków
- 1991: Hook
- 1991: Powrót króla rock and „rulla”
- 1990–1993: Zwariowane melodie
- 1990: Pinokio
- 1989–1995: Zamek Eureki
- 1989: Wszystkie psy idą do nieba
- 1988–1991: Szczeniak zwany Scooby Doo (odc. 1-5, 17-27)
- 1988: Denver, ostatni dinozaur
- 1985–1988: M.A.S.K.
- 1983: Kaczor Daffy: Fantastyczna wyspa
- 1982: Królik Bugs: 1001 króliczych opowiastek
- 1977–1980: Kapitan Grotman i Aniołkolatki

## Dialogi polskie
- 2014: Tupcio Chrupcio
- 2011: Troskliwe Misie: Witamy w Krainie Troskliwości
- 2011: Bąbelkowy świat gupików
- 2010: Rajdek – mała wyścigówka
- 2008: Potwory i piraci
- 2005: Spadkobiercy tytanów (odc. 10-14, 25-26, 28)
- 2005: Nurkuj, Olly (odc. 2, 5-6, 8-9, 15)
- 2004–2008: Batman
- 2003–2005: Kaczor Dodgers
- 2002–2005: Looney Tunes: Maluchy w pieluchach
- 1997: Księżniczka Sissi (odc. 1-4, 14-15)
- 1992–1998: Batman (odc. 1, 9, 25, 50)